# Mouka

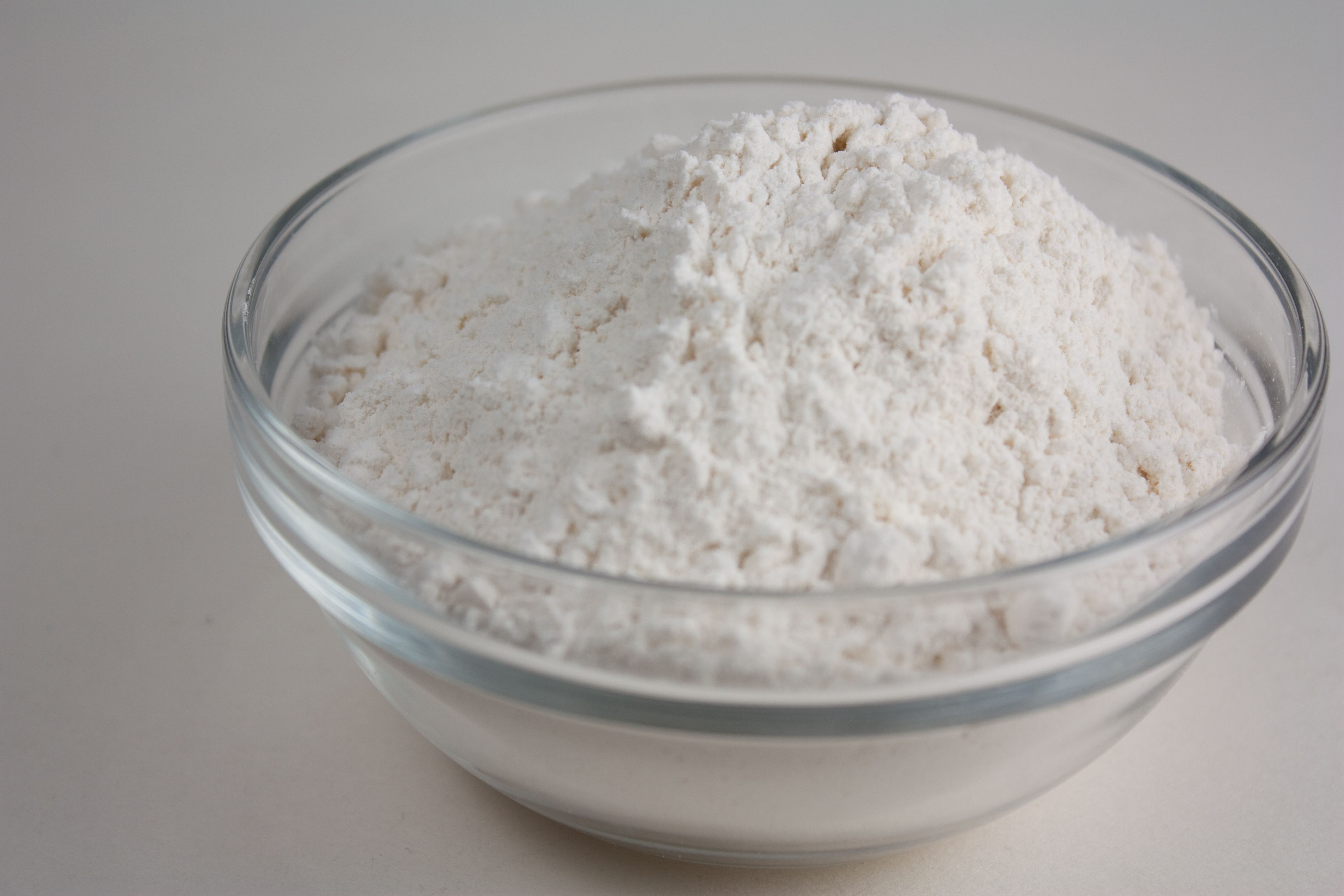
Mouka v misce

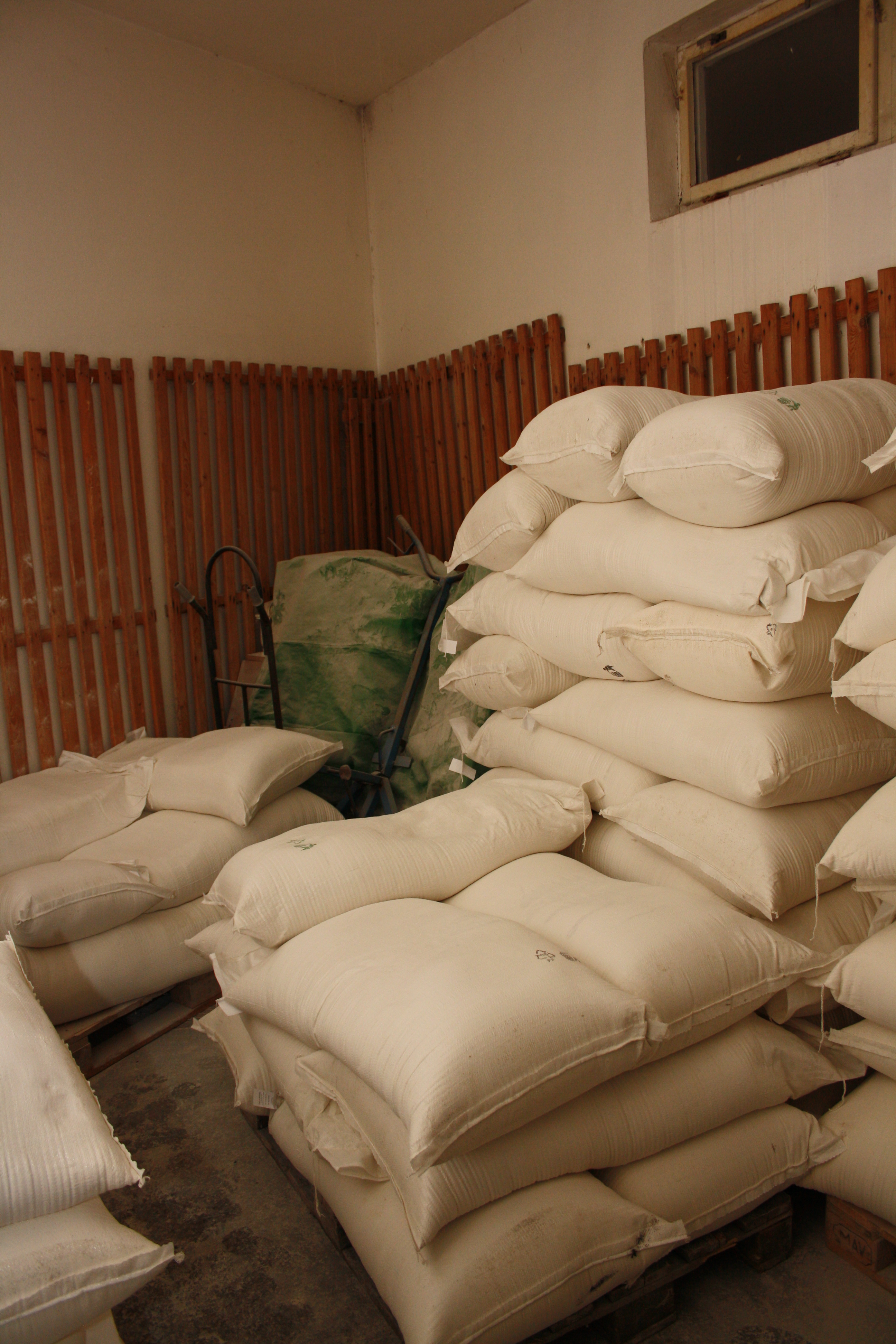
Uskladněná mouka

Mouka je prášek vyrobený rozemletím syrových zrn, kořenů, fazolí, ořechů nebo semen. Mouka se používá k výrobě mnoha různých potravin. Obilná mouka, zejména pšeničná, je hlavní složkou chleba, který je základní potravinou pro mnoho kultur. Žitná mouka je součástí chleba ve střední a severní Evropě. Kukuřičná mouka byla důležitá v mezoamerické kuchyni již od starověku a v Americe je stále základní potravinou. Z mouky se vyrábí chléb, pečivo, těstoviny, palačinky a mnoho dalších potravin.
Obilná mouka se skládá buď z endospermu (vnitřního živného pletiva), klíčku a otrub dohromady (celozrnná mouka), nebo pouze z endospermu (rafinovaná mouka). Mouka se od moučky liší buď tím, že má o něco hrubší zrnitost (stupeň rozmělnění), nebo je synonymem pro mouku; slovo se používá v obou případech. Například mandlová mouka často znamená zrnitější strukturu, zatímco mandlová moučka znamená jemný prášek, ačkoli neexistuje žádná kodifikovaná hranice.
Mouku lze získat především z různých obilovin. Ačkoli nejběžnější je pšeničná mouka (obilovina z Asie, běžná složka při výrobě chleba), mouka se vyrábí také ze žita, ječmene, ovsa, kukuřice (obilovina z Ameriky) nebo rýže (obilovina z Asie). Existují však mouky z luštěnin (cizrna, fazole), dokonce v Austrálii se vyrábí mouka ze semen několika druhů akácií (akáciová mouka). Společným jmenovatelem různých rostlinných mouk je škrob, což je složitý sacharid.
Činnost, při níž se obiloviny přeměňují na mouku, se nazývá mletí. Mlynář je zpracovatel, který tuto činnost provádí. Místem, kde se mele zrno, se nazývá mlýn.

## Historie
Kukuřičná mouka byla v mezoamerické kuchyni důležitá již od starověku a v Americe je stále základní potravinou. Žitná mouka je součástí chleba ve střední a severní Evropě. Archeologické doklady o výrobě mouky (pšeničná semena drcená mezi jednoduchými mlýnskými kameny) pocházejí nejméně z roku 6000 př. n. l. V roce 2018 archeologové oznámili nález důkazů o výrobě chleba na lokalitě Šubajqa 1 v severozápadním Jordánsku, kde žili lovci a sběrači z období natufiánské kultury, staré více než 14 000 let. Římané jako první mleli semena na kuželových mlýnech. V roce 1786, na počátku průmyslové éry, byl v Londýně dokončen první mlýn na mouku poháněný párou, Albion Mills v Southwarku. Ve 30. letech 20. století se některé druhy mouky začaly obohacovat železem, niacinem, thiaminem a riboflavinem. Ve 40. letech 20. století začaly mlýny mouku obohacovat a v 90. letech 20. století byla na seznam přidána kyselina listová.

### Odklíčovaná a tepelně zpracovaná mouka
Důležitým problémem průmyslové revoluce bylo uchovávání mouky. Přepravní vzdálenosti a relativně pomalý systém distribuce se střetávaly s přirozenou trvanlivostí. Důvodem omezené trvanlivosti jsou mastné kyseliny klíčku, které reagují od okamžiku, kdy jsou vystaveny působení kyslíku. K tomu dochází při mletí obilí; mastné kyseliny oxidují a mouka začíná žluknout. V závislosti na klimatu a kvalitě zrna trvá tento proces šest až devět měsíců. Na konci 19. století byl tento proces pro průmyslovou výrobu a distribuční cyklus příliš krátký. Vzhledem k tomu, že vitaminy, stopové prvky a aminokyseliny byly koncem 19. století zcela nebo relativně neznámé, bylo odstranění klíčku účinným řešením. Bez klíčku nemůže mouka žluknout. Odklíčovaná mouka se stala standardem. Odklíčovaní začalo v hustě osídlených oblastech a trvalo přibližně jednu generaci, než se dostalo na venkov. Tepelně zpracovaná mouka je mouka, u které se nejprve oddělí klíček od endospermu a otrub, poté se zpracuje párou, suchým teplem nebo mikrovlnami a znovu se smíchá v mouku.

### Výroba

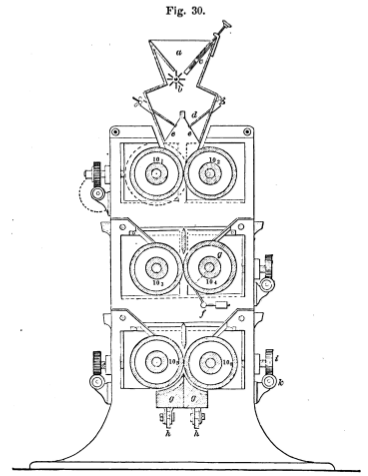
Sada válcových mlýnů Walz

Mletí mouky se provádí mletím zrna mezi kameny nebo ocelovými koly." Dnes se pod pojmem "mletí na kamenech" obvykle rozumí, že zrno bylo semleto v mlýně, v němž se rotující se kamenné kolo otáčí nad nehybným kamenným kolem, a to ve svislé nebo vodorovné poloze, přičemž zrno se nachází mezi nimi.

## Výroba mouky
V 19. století se mletí zefektivnilo (válce místo mlecích kamenů) a tzv. amerikánský mlýn pak produkuje bílou mouku (oproti tmavší hrubozrnné mouce).
Obilí se nikdy nemele celé (krom celozrnné mouky), ale začíná se od obalu a zrno se postupně omílá k jádru. Kromě hrubosti mletí se tedy u mouky uvádí číselné označení, které znamená, kolik popela zbude po spálení 100 gramů mouky.
Vnitřní část zrna obsahuje nejvíce škrobů, oproti tomu je v obalu větší množství popelovin. Zjednodušeně tedy platí, že čím větší číslo, tím více bylo umleto z okrajové části zrna a mouka tedy obsahuje více minerálů a vlákniny. Ty jsou tedy z nutričního hlediska kvalitnější než například krupice. Oproti tomu nízkovymleté mouky s nižším číslem jsou chutnější a trvanlivější.

## Druhy mouky
Mouku je možné umlít z každé obiloviny. Kromě pšeničné je oblíbená také žitná mouka, která se využívá především k přípravě chleba nebo perníku. Známá je také špaldová mouka, vhodná do sladkých i slaných těst. Mouka se dále vyrábí například z ječmene, kukuřice seté, pohanky, rýže, sóji nebo laskavce. Posledních pět zmíněných mouk jsou mouky přirozeně bezlepkové, bezlepková je ale i deglutenizovaná pšeničná mouka, která svými vlastnostmi zůstává bližší běžné pšeničné mouce.

### Klasifikace

#### Mouky rostlinného původu
- Pšeničná mouka: je prášek získaný mletím pšenice. Je to jedna z nejčastěji používaných mouk pro lidskou spotřebu.
- Kukuřičná mouka: kukuřice pochází z amerického kontinentu a používá se (buď jako mouka, nebo častěji nixtamalizovaná) k výrobě tortill, potraviny, která byla po tisíce let spolu s fazolemi a chilli (posvátná triáda) základem stravy v kulturách Mezoameriky (viz mj. Aztékové). Z této mouky se také vyrábí typické arepas v karibských zemích.
- Rýžová mouka: má velký význam v kuchyni východní a jihovýchodní Asie, používá se dokonce k výrobě jedlého papíru. Obvykle se konzumuje rafinovaná, i když se prodává i celozrnná rýžová mouka. V některých karibských zemích je známá také pod názvem " crema de arroz" (rýžová smetana).
- Kasavová mouka: používá se v Paraguayi, Bolívii, sousedních oblastech Argentiny a Brazílie k výrobě chlebových housek (chipá), paraguayské polévky, cuñapé a dalších potravin (včetně kasavy, typické pro Karibik).
- Kaštanová mouka: používá se v horských oblastech Itálie, například na Apeninském poloostrově, a na Korsice pro výrobu polenty nebo piva a v Périgordu v jihozápadní Francii pro výrobu dezertů.
- Cizrnová mouka: v indické kuchyni se hojně používá do těsta a smažených jídel, k výrobě falafelu a fainá.
- Kypřicí mouka: je to běžná mouka na pečení, ale s obsahem droždí.
- Silná mouka: mouka s vysokým obsahem bílkovin (lepku). Aby byla mouka považována za silnou, musí mít alespoň 12 gramů bílkovin v každých 100 gramech mouky.
- Hrachová mouka: používá se v indické kuchyni.
- Hrachorová mouka: používá se do moučných drobků a almorty, kaší a do těstíčka po andalusku při smažení ryb.
- Sójová mouka: má vysoký obsah bílkovin.
- Fazolová mouka:
- Bramborová mouka:
- Další: Laskavcová atd.

#### Mouky živočišného původu
Jako zdroj bílkovin se používají mouky živočišného původu, z nichž některé se získávají z vedlejších produktů masného průmyslu.
- Kostní moučka
- Krevní moučka
- Péřová moučka nebo moučka ze srsti a kopyt
- Rybí moučka
- Hmyzí moučka

### Pšeničná mouka v České republice
V české obchodní síti se pšeničná mouka (nejběžnější typ) běžně prodává ve čtyřech druzích rozlišených podle tloušťky zrn:
- hladká (nejjemnější zrnitost),
- polohrubá,
- hrubá,
- krupice (nejhrubší zrnitost).

## Příklady typových čísel
- Pšeničné mouky
  - T 400 – Pšeničná výběrová polohrubá
  - T 450 – Pšeničná hrubá (krupice)
  - T 512 – Pšeničná pekařská speciál
  - T 530 – Pšeničná mouka hladká světlá – pekařská speciál (odpovídá značení 00 Extra)
  - T 550 – Pšeničná mouka polohrubá světlá
  - T 650 – Pšeničná mouka hladká polosvětlá, pro pečení chleba jsou vhodnější mouky s T650.
  - T 700 – Pšeničná mouka světlá, chlebová
  - T 1000 – Pšeničná mouka hladká tmavá (chlebová)
  - T 1050 – Pšeničná mouka chlebová, je hladká, tmavá
  - T 1150 – Chlebová mouka
  - T 1800 – Pšeničná celozrnná, hrubá; celozrnná, jemná

- Žitné mouky
  - T 960 Žitná chlebová
  - T 1700 Žitná celozrnná

## Náhrada
Během hladomorů a nedostatku běžné mouky se mouka vyráběla i z jiných rostlin – pěstovaných i planě rostoucích. Používaly se například žaludy, hlavičky červeného jetele, sušené brambory, mech nebo islandský lišejník (pukléřka islandská).

## Rizika
Mouka může obsahovat škodlivé bakterie, tudíž by se neměla konzumovat bez tepelného zpracování.